# Adlertunnel
Der Adlertunnel ist ein 5,3 Kilometer langer Eisenbahn-Doppelspurtunnel in der nördlichen Schweiz bei Basel. Er dient zwischen Muttenz und Liestal der Entlastung der Hauensteinlinie und wird vorwiegend mit Schnellzügen der Kategorien InterCity und InterRegio sowie ICE und TGV befahren. Wenn es betrieblich möglich ist, werden auch Güterzüge, welche von Deutschland in Richtung Olten unterwegs sind und nicht über den Rangierbahnhof Basel-Muttenz verkehren müssen, durch den Adlertunnel geleitet. Indirekt ist er auch ein Zubringer der Gotthardbahn. Nach dem Baubeginn 1994 wurde er 2000 in Betrieb genommen und verkürzte die Fahrzeit von Basel nach Olten um zwei Minuten.

## Lage
Auf der Höhe von Muttenz zweigt die zweigleisige Neubaustrecke von der Stammlinie (siehe Bözbergbahn und Hauensteinlinie) ab. Sie erstreckt sich in Richtung Südost und unterquert die Lachmatt. Der Adler, der dem Tunnel seinen Namen gibt, ist eine Erhebung des Jura-Gebirges auf 535 m ü. M. bei
619447 / 261772 (Schweizer Landeskoordinaten).

## Bau

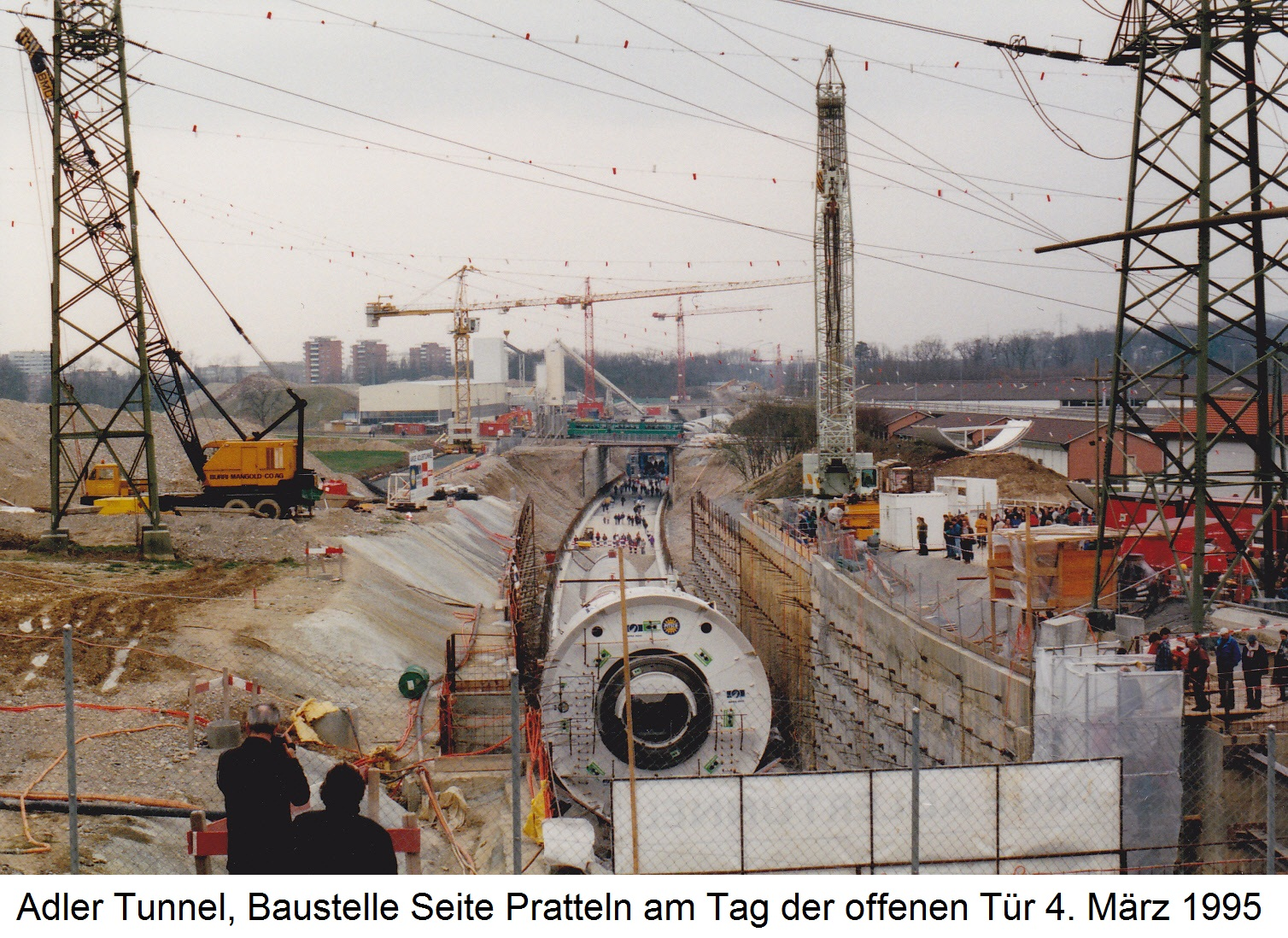
Die Tunnelbaustelle bei Pratteln am 4. März 1995

Die Bauarbeiten des Tunnels dauerten von 1994 bis 1999, wobei sich dieser in drei Bauabschnitte gliederte, die Tagbaustrecke Nord (841 m, Seite Pratteln), den bergmännischen Tunnel (4264 m) und die Tagbaustrecke Süd (223 m). Die zwei ersten Abschnitte stellten hohe Anforderungen an die Projektierung, da der Tunnel durch verschiedene geologische Schichten führt. Im Norden sind dies Lockergestein über kalkhaltigen Lagen. In ca. 150 m Tiefe wurde früher Steinsalz bergmännisch abgebaut.
Im bergmännischen Teil des Tunnels sind Zonen mit quellfähigem, anhydrithaltigem Gestein vorhanden. Der bergmännische Teil wurde mit einer Herrenknecht-TBM mit rund 12,50 m Aussendurchmesser aufgefahren.
Die Inbetriebnahme erfolgte im Dezember 2000.

## Reparaturen

### Senkungen durch Auswaschungen in Steinsalzschichten
In der Tagbaustrecke Nord wurden nach der Inbetriebnahme Setzungen festgestellt. In diesem Bereich hat sich der Tagbautunnel inzwischen auf rund 150 m Länge um bis zu 30 cm gesenkt. In 150 m Tiefe hatten sich früher abgebaute Steinsalzschichten ausgewaschen und zu einem leichten Senktrichter geführt. Die geringe Überdeckung über dem Tagbautunnel wurde auf ca. 150 m Länge in diesem Bereich nicht ausgeführt. Der Tunnel wurde dort mittlerweile dreimal hydraulisch angehoben.

### Hebungen durch Anhydrit-Quellung
In einem ca. 40 m langen, ca. 1000 m vom Nordportal bei Pratteln entfernten Tunnelabschnitt wurden im Fels Deformationen (Hebungen) registriert. Diese resultierten auf Bergwasser im Übergang von Anhydrit zu Gips. Der Quelldruck des Gebirges führte zu Hebungen von 6 bis 7 cm und ovalisierte das Innengewölbe leicht. An dieser Stelle hatte sich beim TBM-Vortrieb ein Tagbruch ereignet. Die Überdeckung ist dort deshalb inhomogen und vermutlich leicht Wasser führend. Der Tunnel wird in diesem Bereich speziell überwacht.
Eine Instandsetzung wurde in einem Projektwettbewerb geplant und anfangs 2010 wurde begonnen: Im betroffenen Abschnitt wird das Tunnelgewölbe stückweise entfernt, dahinter wird ein 6 Meter hoher und 3,5 Meter breiter Betonriegel eingebaut. Mit bis zu 15 Meter langen Stahlankern und Mikropfählen wird der Betonriegel zusätzlich im Gestein verankert. Diese Konstruktion soll in Zukunft den Druck aus der quellenden Gesteinsschicht aufnehmen und so verhindern, dass sich die Tunnelsohle weiter anhebt. Der ursprüngliche Abschlusstermin Ende Oktober 2010 konnte dabei nicht gehalten werden, weil man erneut auf instabiles Gestein stiess, er wurde auf Juli 2011 neu avisiert. Die Sanierung wird sich dadurch auch über die zunächst geplanten 15 Mio. Schweizer Franken hinaus verteuern.